# Максуда
Максуда е най-голямата циганска махала във Варна. Създадена е преди 1913 г. Преди това мястото е било зеленчукови градини с голямо разнообразие и плодородна почва. Намира се до Западната промишлена зона на града, южно от ул. „Капитан Pайчо“. Разделена е на три района: ул. „Петко Напетов“, „Корея“ до хлебозавода и „Дерето“. Застроена е предимно с къщи (стари и полуразрушени), има и панелни блокове. В квартала цари мизерия и неуреденост, липса на добра инфраструктура.

## История
Площта от 44 дка, върху които е създадена „Максуда“, в миналото принадлежи на Владимир Митов, който се занимава с вестникарство и купува 72 дка кайсиеви градини във Варна, недалеч от морето. Нотариалният му акт е от 20-те години на миналия век. Тогава земята е частна собственост и попада в покрайнините на града. Проект за уличната и дворищната регулации на предградията Трошево, Дамяново и Максуда е одобрен от началника на отделението по градоустройство на Варна Любомир Димов през април 1935 г.
Впоследствие държавата отнема цялото имущество на Владимир Митов и го изселва. Като „враг на народа“ Митов е принуден да заживее в село край Ботевград, но се разболява и умира. С настъпването на демокрацията наследниците му предявяват своите реституционни претенции. Част от 72-та дка се оказват застроени с блокове, заради които фамилията бива компенсирана.
С времето проблемът с незаконното строителство се задълбочава. С решение на съда от 2004 г. собствеността се счита за възстановена на наследниците. През 2015 г. са разрушени около 60 постройки, тъй като са построени върху частна земя, а собствениците искат да влязат във владение.
Днес всички дела, заведени от наследниците, са приключили, с изключение на едно – за претърпените загуби и невъзможността на собствениците реално да влязат във владение.
През декември 2018 г. е обявено, че през следващите години се планира събарянето на поне 1500 незаконни постройки в махалата. Събарянето на къщите се ускорява и от строителството на обновения бул. „Васил Левски“.